# Роома, Эвальд
Эвальд Рooмa (эст. Evald Rooma 6 июля 1911, Тарту — 24 мая 2017, Тарту) — эстонский предприниматель, «отец эстонского мороженого» — «Дядя Эскимо».
Его самая известная инициатива — основанное в 1934 году в Тарту производство мороженого «эскимо». Кроме того, он основал свой кондитерский цех.
Он учился в Тартуском школе торговли и Высшей технической школе.
Во время школьных каникул работал в бетонной промышленности. В 1927 году получил права водителя автомобиля и моторной лодки. С 1929 года был капитаном речных судов.
В 1932 году у него возникла идея заняться производством мороженого. Первая партия образцов, полученных семьей Лайск в погребе и первая большая партия мороженого отправились на фестиваль песни Тарту. B 1934 году он основал компанию мороженого и начал на эстонском рынке крупномасштабное производство. Эскимо производилось до конца немецкой оккупации. В 1944 году он организовал производство хлеба в городе Тарту. В 1948 году избежал депортации, уехал в Пярну и Хаапсалу, после чего вновь организовал производство мороженого.
В 1953—1967 годах работал в Таллине, на хлебном комбинате и кондитерской фабрике Kalev. Под его руководством были разработаны различные рецепты мороженого.
В 1967 году в Тарту работал шофером и механиком. В 1987 году основал в городке Элва небольшую компанию «Эскимо». Компания работала до 2004 года.
В январе 2009 года, легендарный чемпион мороженого издал книгу о своей жизни.
В июле 2011 года в честь 100-летия Эвальда правительство Тарту подарило юбиляру скамейку, которая была установлена перед квартирой где он жил.